# Dominik Koll
Dominik Koll (ur. 24 grudnia 1984 w Linzu) – austriacki pływak, specjalizujący się głównie w stylu dowolnym.
Brązowy medalista mistrzostw Europy z Eindhoven w sztafecie 4 x 200 m stylem dowolnym.
2-krotny uczestnik Igrzysk Olimpijskich z Aten (26. miejsce na 200 m stylem dowolnym) i Pekinu (13. miejsce na 200 m stylem dowolnym i 9. miejsce w sztafecie 4 x 200 m stylem dowolnym).
W 2013 roku ujawnił, że jest gejem. Mieszka w Nowym Jorku.